# James Massa

Bischofswappen von James Massa

James Massa (* 3. September 1960 in Jersey City) ist ein US-amerikanischer römisch-katholischer Geistlicher und Weihbischof in Brooklyn.

## Leben
James Massa empfing am 25. Oktober 1986 durch Bischof Francis J. Mugavero die Priesterweihe für das Bistum Brooklyn.
Papst Franziskus ernannte ihn am 19. Mai 2015 zum Titularbischof von Bardstown und zum Weihbischof in Brooklyn. Der Bischof von Brooklyn, Nicholas Anthony DiMarzio, spendete ihm und dem gleichzeitig ernannten Witold Mroziewski am 20. Juli desselben Jahres die Bischofsweihe. Mitkonsekratoren waren Weihbischof Raymond Chappetto aus Brooklyn und der Bischof von Rockville Centre, William Francis Murphy.
Am 8. Juli 2020 berief ihn Papst Franziskus zum Mitglied des Päpstlichen Rates für den Interreligiösen Dialog.